# Masters de Montecarlo 1975
El Abierto de Montecarlo 1975 fue un torneo de tenis masculino jugado sobre tierra batida. Fue la 69.ª edición de este torneo. Se celebró entre el 8 y el 14 de abril de 1975.

## Campeones

### Individuales
Manuel Orantes vence a  Bob Hewitt, 6–2, 6–4.

### Dobles
Bob Hewitt /  Frew McMillan vencen a  Arthur Ashe /  Tom Okker, 6-3, 6-2.